# Ana Filantropena
Ana Filantropena (grčki Άννα) bila je carica Trapezunta (danas Turska).
Ne zna se kada je točno rođena.
Otac joj je bio plemić Manuel Anđeo Filantrop, grčki guverner Tesalije.
2. svibnja 1395. je umrla prva žena cara Manuela III. Trapezuntskog, carica Gulkhan. 4. rujna iste godine, Eudokija, Manuelova sestra, gospa i princeza, došla je iz Konstantinopola u Kordyle (Görele) s Anom i Teodorom Kantakouzene. Sljedeći dan su bila dva vjenčanja - Ana se udala za udovca Manuela, a Teodora za princa Aleksija, Manuelovog sina (kasnije Aleksije IV. Trapezuntski).
Moguće je da je Ana nakon konzumacije braka suprugu rodila sina.